# UTC+13
UTC+13 is de tijdzone voor:

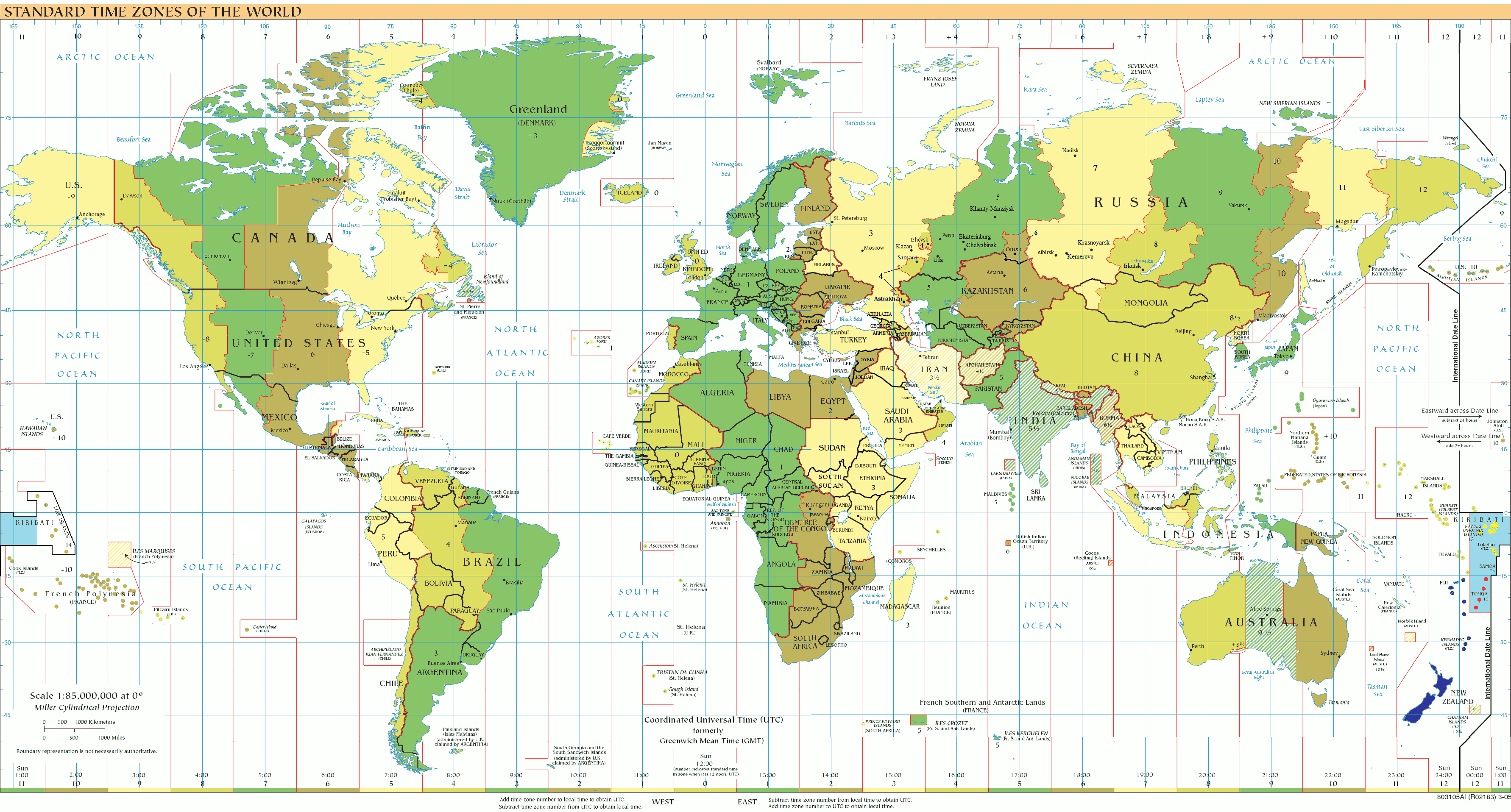
zomertijd

- Kiribati: Phoenixeilanden (Zone 2: Phoenixeilandentijd)
- Samoa
- Tonga

(Alle drie de landen kennen geen zomertijd en bevinden zich op het zuidelijk halfrond.)